# Mielenko Gryfińskie
Mielenko Gryfińskie – (niem. Klein Möllen), wieś w Polsce położona w województwie zachodniopomorskim, w powiecie gryfińskim, w gminie Gryfino.

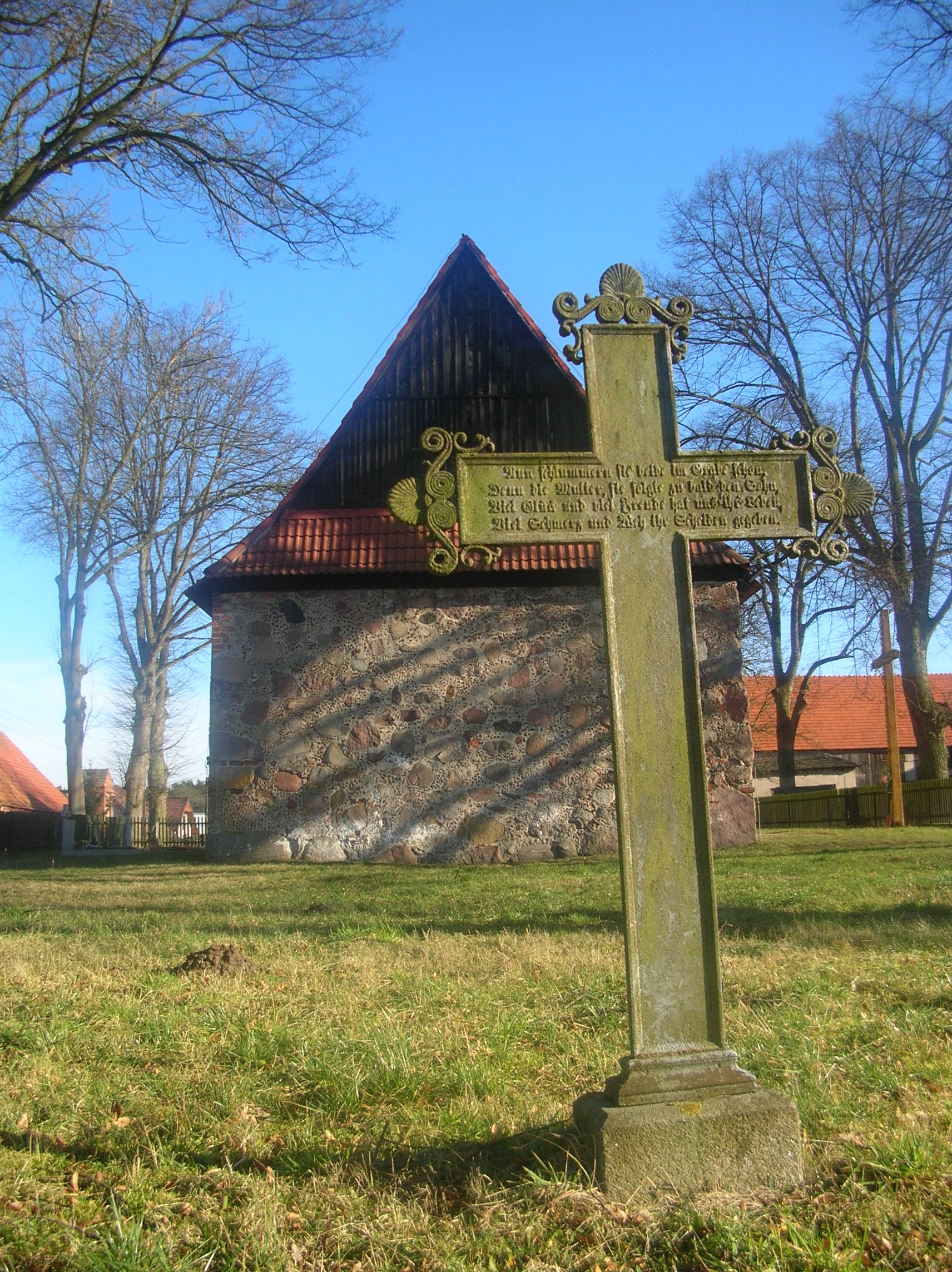
Krzyż żeliwny na cmentarzu przy kościele Narodzenia Najświętszej Marii Panny

W latach 1975–1998 miejscowość administracyjnie należała do województwa szczecińskiego.
Założona w średniowieczu wieś owalnica, obecnie o charakterze osady przyleśnej. Na wzniesieniu znajduje się późnogotycki kościół z XV/XVI wieku zbudowany z kamienia narzutowego. Budowla salowa nie ma wyodrębnionego prezbiterium i nie posiada wieży, przykryta jest wysokim dwuspadowym dachem. Kościół otoczony jest przez dawny cmentarz, na nim płyta upamiętniająca mieszkańców wsi poległych podczas I wojny światowej i żeliwne krzyże.
Po odbudowie ze zniszczeń wojennych erygowano parafię pw. Narodzenia Najświętszej Marii Panny.
Kilometr od miejscowości przepływa rzeka Tywa, nad którą znajduje się Stary Młyn i łowisko, obecnie gospodarstwo agroturystyczne. Na zachód od wsi leżą mokradła Łąki pod Mielenkiem, zaś na północ wzniesienie zwane Górą Krajewskiego.